# Made in Luxembourg
Made in Luxembourg ist eine 1984 eingeführte Garantiebezeichnung für Produkte und Dienstleistungen aus Luxemburg. Es soll luxemburgische Produkte im Ausland besonders hervorheben und im Inland dem luxemburgischen Verbraucher heimische Produkte kenntlich machen.
Die Initiative geht auf das luxemburgische Außenministerium, die Luxemburgische Handelskammer und die Luxemburgische Handwerkskammer zurück.
Die Garantiebezeichnung und ihr Logo sind als Marke eingetragen. Markeninhaber sind die Handels- und die Handwerkskammer. Unternehmen, deren Produkte bestimmte Kriterien erfüllen, können auf Antrag ihr Produkt mit dem Logo auszeichnen.
Seit seiner Einführung haben über 1750 Unternehmen die Erlaubnis bekommen, ihre Produkte und spezifischen Dienstleistungen mit dem Gütesiegel zu versehen.

## Bekannte Produkte mit der GarantiebezeichnungMade in Luxembourg
- Luxlait-Milch
- Moutarde de Luxembourg (Senf)
- Piwel (Stahlwolle)
- Maxim Pasta (Teigwaren)
- Stoll-Matratzen
- Quilium (Content-Management-System)